# Blepharita draudti
Blepharita draudti là một loài bướm đêm trong họ Noctuidae.